# Ilex liana
Ilex liana är en järneksväxtart som beskrevs av Shiu Ying Hu. Ilex liana ingår i släktet järnekar, och familjen järneksväxter. Inga underarter finns listade i Catalogue of Life.